# Surinaamse Troefcall Bond
De Surinaamse Troefcall Bond (STcB) is de officiële Surinaamse sportbond voor het kaartspel troefcall.
De STcB organiseert toernooien, waaronder het Bekertoernooi en het Sterrentoernooi en neemt ook deel aan internationale toernooien. In Suriname bestaat ook nog de troefcallorganisatie Horamale. In 2018 werd een troefcall-battle tussen beide organisaties gespeeld om de Perry Geerlings-trofee.
De STcB werd op 5 juni 1985 opgericht. In 2018 was het aantal verenigingen dat bij de bond is aangesloten uitgegroeid tot achttien, met bij elkaar 350 leden. De bond wordt ondersteund door het ministerie van Sport- en Jeugdzaken.